# Enrique Godínez y Esteban
Enrique Godínez y Esteban (Madrid, 5 de octubre de 1845-Madrid, 7 de diciembre de 1894) fue un oficial de la Marina, periodista y traductor español. Tradujo por primera vez al español la versión completa de la sexta edición en inglés del libro El origen de las especies de Charles Darwin, traducción editada en 1877 en la Biblioteca Perojo, con autorización del autor y con el título Origen de las especies por medio de la selección natural ó la conservación de las razas favorecidas en la lucha por la existencia.

## Biografía
Hijo de Francisco Godínez Zea, que había sido cónsul de España en Bombay, en 1861, con quince años, ingresó en el Colegio Naval Militar. En 1867, tras realizar algunas travesías entre la península y La Habana, aprobó el examen para el empleo de alférez. Cuatro años más tarde abandonó la marina y se instaló en Nueva York. Allí se inició en el periodismo, en la redacción de El Cronista de New York, desde el que defenderá los intereses españoles en Cuba. De regreso a Madrid, a mediados de la década de 1860, trabajó como colaborador de la Revista Contemporánea y en los periódicos La Opinión y La Regencia.
En 1876, desde Madrid, escribió a Darwin dándole cuenta de su intención de traducir su obra, cuya publicación se anunciaba un año después en la Revista Contemporánea. La edición incorporaba en sus primeras páginas las dos cartas que Godinez había recibido de Darwin con su aprobación del proyecto. En 1880 se casó con María Pilar Díaz del Corral y en 1882 nació en Bilbao su único hijo. Inmediatamente marchó a México donde fundó una naviera, la Compañía Mexicana Transatlántica, y el periódico Semana Mercantil de México. Órgano de los intereses industriales y mercantiles. Con problemas de salud regresó a España en 1885. En 1893 fue uno de los redactores que participaron en la fundación del periódico El Tiempo, órgano de Francisco Silvela que presidió su entierro el 9 de diciembre de 1894.

## Traducciones
- El origen de las especies, de Charles Darwin, en 1877.
- El nacimiento de la tragedia en el espíritu de la música, de Friedrich Nietzsche, en 1879.
- Sócrates y la tragedia, de Friedrich Nietzsche, en 1879.